# Scoulton
Scoulton – wieś w Anglii, w hrabstwie Norfolk, w dystrykcie Breckland. Leży 26 km na zachód od Norwich i 138 km na północny wschód od Londynu. W 2001 miejscowość liczyła 241 mieszkańców.